# Alois Vojtěch Šmilovský
Alois Vojtěch Šmilovský, właśc. Alois Schmillauer (ur. 24 stycznia 1837 w Mladej Boleslavi, zm. 20 czerwca 1883 w Litomyślu) – czeski pisarz i profesor.
Urodził się w rodzinie kupieckiej w Młodej Bolesławi, gdzie otrzymał podstawowe wykształcenie i zaczął uczęszczać do miejscowego gimnazjum. Kontynuował naukę w Pradze, gdzie ukończył studia na Wydziale Filozoficznym Uniwersytetu Karola. Po ukończeniu studiów zaczął pracować jako nauczyciel zastępczy w gimnazjum w Klatovie. Jego uczniem był Jaroslav Vrchlický.